# Kentrolita
La kentrolita és un mineral de la classe dels silicats. Rep el nom del grec κεντρί, "espina" o "espiga", en al·lusió al seu hàbit. La localitat tipus és donada per Damour & von Rath (1881) com "im südlichen Chile" (al sud de Xile).

## Característiques
La kentrolita és un silicat de fórmula química Pb₂Mn₂3+(Si₂O₇)O₂. Cristal·litza en el sistema ortoròmbic. La seva duresa a l'escala de Mohs és 5.
Segons la classificació de Nickel-Strunz, la kentrolita pertany a «09.BE - Estructures de sorosilicats, amb grups Si₂O₇, amb anions addicionals; cations en coordinació octaèdrica [6] i major coordinació» juntament amb els següents minerals: wadsleyita, hennomartinita, lawsonita, noelbensonita, itoigawaïta, ilvaïta, manganilvaïta, suolunita, jaffeïta, fresnoïta, baghdadita, burpalita, cuspidina, hiortdahlita, janhaugita, låvenita, niocalita, normandita, wöhlerita, hiortdahlita I, marianoïta, mosandrita, nacareniobsita-(Ce), götzenita, hainita, rosenbuschita, kochita, dovyrenita, baritolamprofil·lita, ericssonita, lamprofil·lita, ericssonita-2O, seidozerita, nabalamprofil·lita, grenmarita, schüllerita, lileyita, murmanita, epistolita, lomonossovita, vuonnemita, sobolevita, innelita, fosfoinnelita, yoshimuraïta, quadrufita, polifita, bornemanita, xkatulkalita, bafertisita, hejtmanita, bykovaïta, nechelyustovita, delindeïta, bussenita, jinshajiangita, perraultita, surkhobita, karnasurtita-(Ce), perrierita-(Ce), estronciochevkinita, chevkinita-(Ce), poliakovita-(Ce), rengeïta, matsubaraïta, dingdaohengita-(Ce), maoniupingita-(Ce), perrierita-(La), hezuolinita, fersmanita, belkovita, nasonita, melanotekita, til·leyita, kil·lalaïta, stavelotita-(La), biraïta-(Ce), cervandonita-(Ce) i batisivita.

## Formació i jaciments
La localitat tipus és descrita per Damour & von Rath (1881) com im südlichen Chile (al sud de Xile). No obstant, no ha estat trobada posteriorment en cap indret del país sud-americà. En canvi sí que ha estat descrita en altres llocs del planeta: Mèxic, els Estats Units, França, Itàlia, Noruega, Suècia, Anglaterra, Namíbia, Sud-àfrica i el Kazakhstan.